# Fortunatus Nwachukwu
Fortunatus Nwachukwu, né le 10 mai 1960, est un prélat catholique nigérian, observateur permanent du Saint-Siège aux Nations unies à Genève de 2021 à 2023, il est nommé Secrétaire du Dicastère pour l'évangélisation le 15 mars 2023.

## Biographie

### Origine et enfance
Il est né le 10 mai 1960 à Ntigha, aujourd'hui dans l'État d'Abia, au sud-est du Nigeria, troisième né d’une famille de douze enfants. L’igbo est sa langue natale. comme pour beaucoup de ses compatriotes, la guerre du Biafra affecte son enfance et il souffre de la faim à cette époque. Deux de ses sœurs cadettes périssent lors de cette période, et plusieurs de ses amis meurent du kwashiorkor. Lui et deux de ses frères se retrouvent séparés de leurs parents pendant plusieurs semaines après qu'ils ont fui chacun de leur côté.
En raison de cette guerre, Fortunatus reste pendant deux ans non scolarisé. Déterminé à rattraper le temps perdu, il accomplit le secondaire en trois ans (au lieu de cinq).
Sa mère Bridget, anglicane, se convertit au catholicisme lors de son mariage avec son père, Innocent -mort en 1997-, qui était enseignant. Les remarques de sa famille maternelle quant aux pratiques propres au catholicisme (célibat sacerdotal, culte des saint catholiques, rosaire, non présents dans la Bible) le poussent à étudier les Écritures.

### Prêtre
Entre 1977 et 1984, il est élève du séminaire Bigard dans son pays, à Ikot-Ekpene puis Enugu et conséquemment ordonné prêtre le 17 juin 1984 par Anthony Gogo Nwedo (fi), évêque du diocèse d'Umuahia (en) où il était incardiné. Nommé administrateur d'une paroisse, il cumule cette fonction à d'autres responsabilités au séminaire mineur du diocèse, en plus d’être chapelain du Collège fédéral d'agriculture d'Umudike (en) et du Collège fédéral d'éducation Alvan Ikoku (en) (campus d'Umuahia).

#### Études après son ordination
En 1986, il est envoyé à Rome poursuivre ses études à l'Institut biblique pontifical, d'où il ressort avec une licence en Écritures Saintes puis de la faculté de philosophie et de théologie de Sankt Georgen à Francfort, en Allemagne. Là, il étudie plus particulièrement l'exégèse de l’Ancien Testament, en ayant pour professeur le jésuite Norbert Lohfink. Il apprend également l'hébreu moderne à l'université hébraïque de Jérusalem. Ses études universitaires sont couronnées par l'obtention d’un double doctorat, en théologie dogmatique auprès de l'université pontificale urbanienne et en droit canonique auprès de l'Angelicum.

### Diplomate du Saint-Siège
Élève de la promotion 1992 de l'Académie pontificale ecclésiastique, il entre au service diplomatique du Saint-Siège le 1er juillet 1994 où il est affecté aux représentations diplomatiques du Saint-Siège dans divers pays tels que le Ghana (en), le Paraguay (en), l'Algérie puis à la mission auprès des Nations Unies à Genève. Il est distingué par le titre de prélat d'honneur de Sa Sainteté par Jean-Paul II le 4 août 2004. Servant ensuite à la section pour les relations avec les États de la Secrétairerie d'État, il en est nommé chef du protocole le 4 septembre 2007.

### Nonce apostolique
Le 12 novembre 2012, il est nommé nonce apostolique au Nicaragua (en) avec le titre d’archevêque titulaire d’Aquaviva (de). Il est consacré le 6 janvier 2013 en la basilique Saint-Pierre, aux côtés d’Angelo Vincenzo Zani, Georg Gänswein et Nicolas Thévenin par Benoît XVI en personne,, assisté de Tarcisio Bertone, le cardinal secrétaire d’État et du cardinal Zenon Grocholewski. Il arrive le 18 février suivant au Nicaragua, et présente ses lettres de créance au président Daniel Ortega. Il est décoré par la commune de Triuggio en 2013.
À la suite de son ordination épiscopale, il fonde en 2013 la Fortune Aquaviva Foundation, dont le but est de venir en aide aux prêtres, religieux et religieuses nigérians dans la nécessité,.
Le 4 novembre 2017, il est transféré du Nicaragua vers les Antilles où il est nommé nonce apostolique à Trinité-et-Tobago (en), Antigua-et-Barbuda (en), la Barbade (en), la Dominique (en), le Guyana (en), la Jamaïque (en), Saint-Christophe-et-Niévès (en), Saint-Vincent-et-les-Grenadines (en) ainsi que délégué apostolique dans les Antilles. Le 27 février 2018 il est nommé également nonce apostolique aux Bahamas (en), à la Grenade (en) et à Sainte-Lucie (en). Le 9 mars suivant il est également accrédité au Suriname (en) puis le 8 septembre au Belize (en).
Le 17 décembre 2021, il quitte les Antilles pour être nommé observateur permanent du Saint-Siège aux Nations unies à Genève.

## Ouvrages
- The birth of systematic theology in contemporary black Africa : an investigation into new interpretations of the christian faith by the newly evangelized [« La naissance de la théologie systématique en Afrique noire contemporaine : une enquête sur les nouvelles interprétations de la foi chrétienne par les nouveaux évangélisés »] (trad. de l'anglais) (thèse de doctorat en théologie), Rome, Pontificia Universitas Urbaniana, 1994, 164 p. (ISBN 978-88-401-3447-5)
- Canons 364 and 365, The Holy See and the State of Israel : an example of the logic of pontifical diplomacy [« Les canons 364 et 365, le Saint-Siège et l’État d'Israël : un exemple de la logique de la diplomatie pontificale »] (trad. de l'anglais) (thèse de doctorat en droit canonique), Rome, Pontificia Studiorum Universitas a S. Thomas Aq. in urbe, 1996
- (it) Togliti i sandali : Il coraggio di cambiare, Edizioni Paoline (it), mars 2009, 184 p. (ISBN 978-88-315-3629-5)